# المحرور (حزم العدين)

تعديل مصدري - تعديل

المحرور هي إحدى قرى عزلة الأسلوم بمديرية حزم العدين التابعة لمحافظة إب، بلغ تعداد سكانها 1116 نسمة حسب تعداد اليمن لعام 2004.